# Disastro di Le Mans del 1955
Il disastro di Le Mans fu un incidente automobilistico avvenuto l'11 giugno 1955 sul Circuit de la Sarthe durante la 24 Ore di Le Mans. Con un bilancio di 84 morti e 120 feriti è stato l'incidente più catastrofico nella storia dell'automobilismo.

La dinamica dell'incidente di Le Mans.

## Dinamica dell'incidente
L'incidente fu causato dall'uscita di pista della Mercedes-Benz 300 SLR di Pierre Levegh. La dinamica dell'incidente è stata ricostruita grazie alla disponibilità delle riprese televisive. Sul rettilineo principale della pista, Levegh seguiva la Jaguar D-Type di Mike Hawthorn, che era in testa alla corsa, quando questi sorpassò in doppiaggio la Austin-Healey guidata da Lance Macklin. Subito dopo la manovra, Hawthorn frenò all'improvviso per rientrare ai box, spostandosi sulla destra. Macklin provò dapprima a frenare restando nel lato destro, ma nel tentativo finì con le ruote sullo sporco al lato della pista e perse il controllo della sua vettura che iniziò a scartare verso sinistra. Successivamente Macklin riuscì a riprendere il controllo del veicolo ma ormai si trovava sulla traiettoria della Mercedes di Levegh che sopraggiungeva in piena velocità. L'auto di Levegh tamponò la Austin di Macklin che funse da rampa, fu proiettata in alto, e si schiantò sulla barriera che divideva la pista dalla tribuna, prendendo fuoco; alcuni pezzi dell'auto (il cofano, l'asse anteriore delle ruote, ed altri) volarono sulla tribuna piombando violentemente sugli spettatori. L'incidente causò la morte del pilota e di 83 spettatori, e il ferimento di altre 120 persone.
Nonostante l'accaduto la gara non fu interrotta. Secondo le dichiarazioni ufficiali degli organizzatori, la decisione fu presa per evitare che il pubblico, colto dal panico, lasciasse il circuito intasando le strade e ostacolando così l'arrivo delle ambulanze.

## Conseguenze del disastro
In seguito all'incidente, molte gare della stagione furono cancellate: il Gran Premio di Germania, la Coppa Acerbo e il Gran Premio di Svizzera. La Svizzera vietò per legge le gare automobilistiche sul suo territorio sino al 2015, quando la legge fu modificata permettendo le sole competizioni con veicoli elettrici (sono state organizzate infatti l'e-prix di Zurigo nel 2018 e l'e-prix di Berna nel 2019); dal 2022 il divieto è stato revocato. Alla fine della stagione, dopo aver vinto il campionato di Formula 1, la Mercedes si ritirò dalle corse in segno di rispetto per le vittime e non vi fece ritorno fino al 1987. L'incidente diede forte impulso alla ricerca di sistemi per rendere i circuiti più sicuri sia per gli spettatori che per i piloti.
Negli Stati Uniti, l'American Automobile Association, il più importante automobile club della nazione, decise di chiudere qualunque attività sportiva. Questo portò alla nascita della USAC e della sua "confederazione", insieme alla NASCAR e allo SCCA, nell'ACCUS, nato come rappresentante di queste federazioni presso la Commissione Sportiva Internazionale della FIA.